# Amphoe Khao Chamao
Amphoe Khao Chamao (in Thai: อำเภอ เขาชะเมา) ist ein Landkreis (Amphoe – Verwaltungs-Distrikt) im Nordosten der Provinz Rayong. Die Provinz Rayong liegt im Osten der Zentralregion von Thailand.

## Geographie
Benachbarte Distrikte (von Norden im Uhrzeigersinn): Amphoe Bo Thong der Provinz Chonburi, Amphoe Kaeng Hang Maeo der Provinz Chanthaburi sowie die Amphoe Klaeng und Wang Chan der Provinz Rayong.
Der Nationalpark Khao Chamao – Khao Wong liegt zum Teil im Landkreis.

## Geschichte
Der „Zweigkreis“ (King Amphoe) Khao Chamao wurde 1993 vom Amphoe Klaeng abgetrennt. Durch einen Beschluss der thailändischen Regierung vom 15. Mai 2007 wurden alle 81 King Amphoe in den „normalen“ Amphoe-Status erhoben, um die Verwaltung zu vereinfachen.
Mit der Veröffentlichung in der Royal Gazette „Issue 124 chapter 46“ vom 24. August 2007 trat dieser Beschluss offiziell in Kraft.

## Sehenswürdigkeiten
- Khao-Chamao-Khao-Wong-Nationalpark – liegt sowohl in der Provinz Rayong als auch in der Provinz Chanthaburi mit einer Fläche von 84 km².

## Verwaltung

### Provinzverwaltung
Der Landkreis Khao Chamao ist in vier Tambon („Unterbezirke“ oder „Gemeinden“) eingeteilt, die sich weiter in 29 Muban („Dörfer“) unterteilen.
| Nr. | Name          | Thai     | Muban | Einw. |
| --- | ------------- | -------- | ----- | ----- |
| 01. | Nam Pen       | น้ำเป็น    | 07    | 6.842 |
| 02. | Huai Thap Mon | ห้วยทับมอญ | 08    | 8.231 |
| 03. | Cham Kho      | ชำฆ้อ     | 09    | 6.005 |
| 04. | Khao Noi      | เขาน้อย   | 05    | 2.697 |

### Lokalverwaltung
Es gibt eine Kommune mit „Kleinstadt“-Status (Thesaban Tambon) im Landkreis:
- Cham Kho (Thai: เทศบาลตำบลชำฆ้อ) bestehend aus dem kompletten Tambon Cham Kho.

Außerdem gibt es drei „Tambon-Verwaltungsorganisationen“ (องค์การบริหารส่วนตำบล – Tambon Administrative Organizations, TAO)
- Nam Pen (Thai: องค์การบริหารส่วนตำบลน้ำเป็น) bestehend aus dem kompletten Tambon Nam Pen.
- Khao Chamao (Thai: องค์การบริหารส่วนตำบลเขาชะเมา) bestehend aus dem kompletten Tambon Huai Thap Mon.
- Khao Noi (Thai: องค์การบริหารส่วนตำบลเขาน้อย) bestehend aus dem kompletten Tambon Khao Noi.